# Mohammed bin Abdulrahman Al Thani

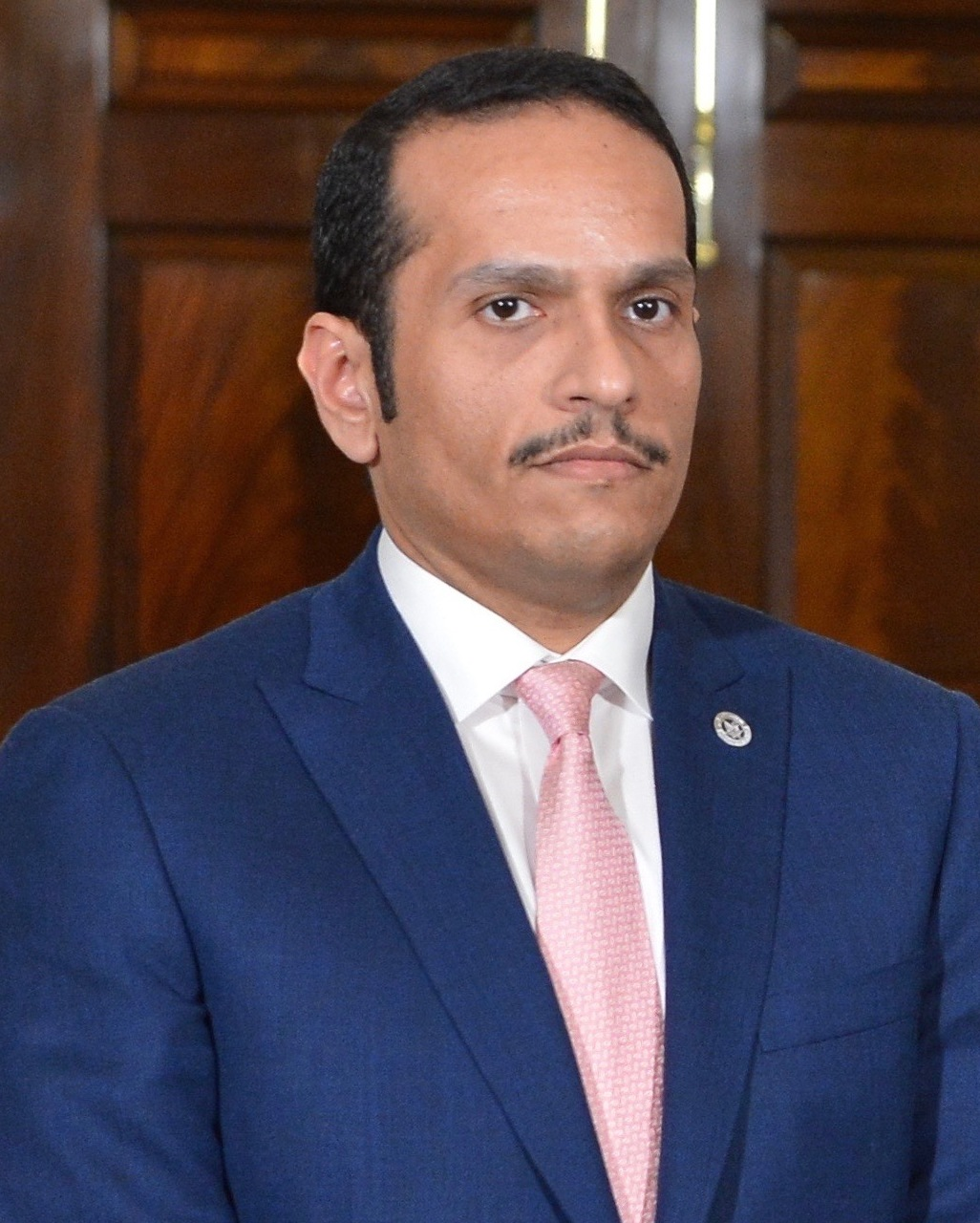
Mohammed bin Abdulrahman bin Jassim Al Thani (2016)

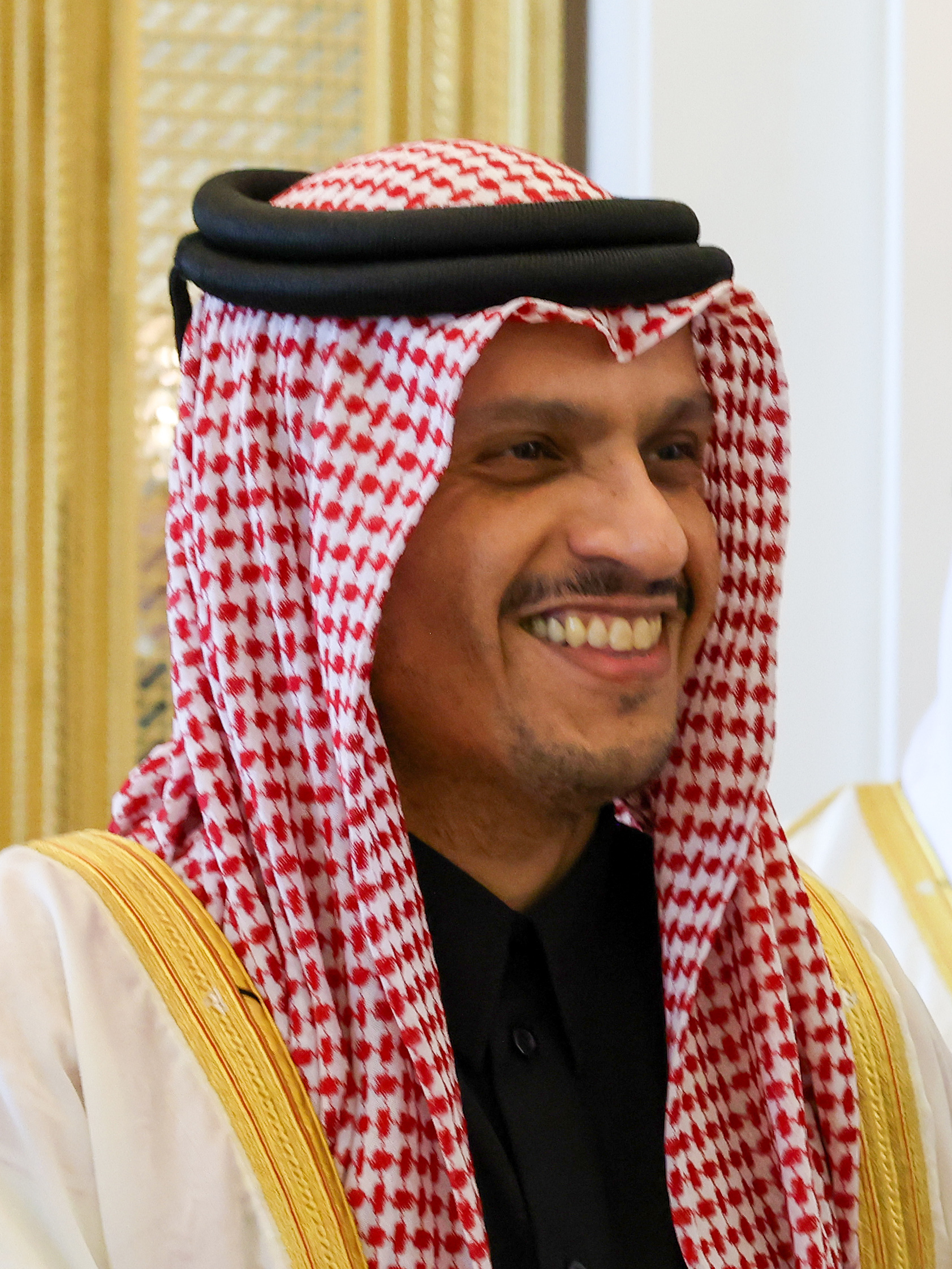
(2024)

Scheich Mohammed bin Abdulrahman bin Jassim Al Thani (arabisch محمد بن عبد الرحمن بن جاسم آل ثاني, DMG Muḥammad b. ʿAbd ar-Raḥmān b. Ǧāsim Āl Ṯānī; * 1. November 1980 in Doha) ist ein katarischer Politiker, der seit dem 27. Januar 2016 Außenminister und seit dem 7. März 2023 Premierminister von Katar ist.

## Leben und Karriere
Mohammed bin Abdulrahman Al Thani studierte bis 2003 Volks- und Betriebswirtschaftslehre an der Universität von Katar. Von 2005 bis 2009 war er Vorsitzender des Rates für wirtschaftliche Angelegenheiten. Danach wechselte er zum Ministerium für Wirtschaft und Handel. 
2013 wurde er Mitarbeiter für Internationale Zusammenarbeit im katarischen Außenministerium. Am 27. Januar 2016 wurde er zum neuen katarischen Außenminister ernannt. Er folgte auf Khalid bin Mohammad Al Attiyah.  Seit November 2017 ist er zudem stellvertretenden Premierminister ernannt worden. Weiterhin ist er Vorsitzender der Qatar Investment Authority (QIA), welche als Staatsfonds von Katar zahlreiche Investitionen im Ausland tätigen.
Mohammed bin Abdulrahman Al Thani gehört zur einflussreichen katarischen Herrscherfamilie Al-Thani, die das politische Geschehen Katars prägt.